# Логуа, Михаил Валерьевич
Михаил Валерьевич Логуа (род. 27 июля 1970, Сухум, Абхазская АССР) — абхазский политический деятель, вице-президент Республики Абхазия (2011—2014).

## Биография
Родился 27 июля 1970 года в Сухуме, где в 1987 году окончил среднюю школу № 10.
С 1987 по 1995 годы обучался на факультете «Перевозки. Экономика. Управление» в Московском автомобильно-дорожном институте (МАДИ).
В 1992—1993 годах — участник Отечественной войны народа Абхазии. Награждён медалью «За отвагу».
С 1995 по 1997 годы работал в коммерческих структурах в Москве.
С 1997 по 2003 год работал в аппарате Кабинета Министров Республики Абхазия референтом отдела административных и правоохранительных органов, старшим референтом экономического отдела, начальником экономического отдела.
С 2003 по 2004 годы работал начальником финансово-экономического отдела Администрации Гульрипшского района.
С 2004 по 2005 годы работал первым заместителем главы Администрации Гульрипшского района.
С 2005 по 15 декабря 2011 года — глава Администрации Гульрипшского района.
С 2009 года — студент заочного отделения Российской Академии государственной службы при Президенте РФ по специализации «Политико-административное управление».
На выборах президента Абхазии 26 августа 2011 году — кандидат в вице-президенты Абхазии. Баллотировался в паре с кандидатом в президенты Александром Анквабом.
26 августа 2011 — Анкваб и Логуа одержали победу на выборах уже в первом туре с результатом 54,86 % голосов.
25 декабря 2013 года Логуа подал в отставку с поста вице-президента.
В июле—августе 2014 года Михаил работал в избирательном штабе кандидата в президенты, главы Службы госбезопасности Абхазии Аслана Бжании, занявшего на выборах 24 августа второе место.
С 2017 года руководитель Фонда им С. В. Багапш.
С июля 2020 по июль 2021 года возглавлял РУП «Черноморэнерго».
С октября 2021 года — Генеральный директор РУП «Абхазавтодор»

## Семья
- Женат, трое детей.